# Elisabeth Neier
Elisabeth Neier (* 8. März 1953 in Dornbirn) ist Ärztin und Leiterin des Krankenhauses in Ngaoubela (Hôpital Protestant Ngaoubela), Kamerun.

## Leben
Elisabeth Neier studierte an der Universität Innsbruck Medizin, absolvierte ihren Turnus am Landeskrankenhaus Feldkirch, Landeskrankenhaus Rankweil und im Sanatorium Mehrerau und eine tropenmedizinische Ausbildung in Basel.
Ihren ersten Einsatz im Norden Kameruns absolvierte sie mit den Ärzten ohne Grenzen in einem Flüchtlingslager, um in Poli-Faro Flüchtlinge aus dem Tschad medizinisch zu versorgen. Seit 1989 ist Neier im Krankenhaus Ngaoubela tätig.

## Anerkennungen
2001 wurde Elisabeth Neier der Toni-Russ-Preis verliehen, sie ist seit 2007 Trägerin des Silbernen Ehrenzeichens für Verdienste um die Republik Österreich, des Silbernen Ehrenzeichens des Landes Vorarlberg und 2003 wurde Neier der höchste Verdienstorden der Republik Kamerun verliehen.